# Christoph Ernst Friedrich von Forcade de Biaix

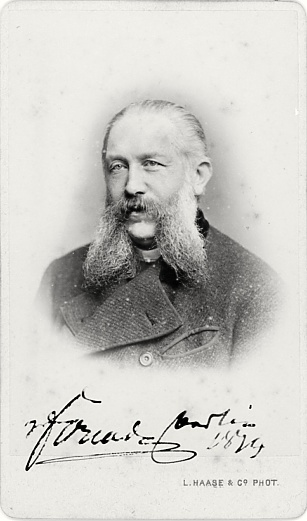
Christoph Ernst Friedrich von Forcade de Biaix (1821–1891). Photographie von Leopold Haase & Comp., Berlin um 1874

Christoph Ernst Friedrich von Forcade de Biaix (* 17. September 1821 in Paderborn; † 18. Juli 1891 auf Schloss Reckenberg) war Rittergutsbesitzer, Richter am Reichsgericht und Mitglied des Deutschen Reichstags.

## Leben
Christoph Ernst Friedrich von Forcade de Biaix entstammte dem hugenottisch-preußischen Adelsgeschlecht Forcade de Biaix. Er besuchte das Gymnasium in Soest und studierte Rechtswissenschaften an den Universitäten in Bonn, Göttingen und Berlin. 1844 trat er in den Justizdienst ein und wurde 1855 Kreisrichter in Bochum, 1865 Appellationsgerichtsrat in Hamm und 1873 Obertribunalsrat in Berlin. Am 1. Oktober 1879 wurde er an den V. Zivilsenat des Reichsgerichts berufen, dessen Mitglied er bis zum Eintritt in den Ruhestand 1890 blieb.
Von 1874 bis 1877 war er Mitglied des Deutschen Reichstages für das Zentrum und den Wahlkreis Regierungsbezirk Düsseldorf 5 (Essen), 1877 rückte er durch eine Ersatzwahl am 24. November 1877 im Wahlkreis Regierungsbezirk Trier 1 (Daun, Prüm, Bitburg) für den Abgeordneten Ferdinand von Hompesch-Bollheim nach. Nachdem er 1878 den Wahlkreis gewonnen hatte, legte er nach seiner Berufung an das Reichsgericht sein Mandat am 14. Oktober 1879 nieder.
Forcade de Biaix war seit 1860 mit Isabella Freiin von Romberg verheiratet. Das Ehepaar hatte vier Kinder. Die Töchter waren Paula (1865–1921) sowie Isabella, verheiratete Freifrau von Romberg. Die Söhne waren der Oberleutnant Clemens (1862–1929) und als Erbe der Major Fritz Quirin (1864–1935). Fritz Quirin von Forcade de Biaix war als aktiver Offizier mit seiner Familie in Potsdam und teils als Schlosspächter ohne die dazugehörige Begüterung in Stülpe bei Luckenwalde ansässig. Er wird auch im Jahrbuch der Millionäre einmal erwähnt.
Christoph Ernst Friedrich von Forcade de Biaix hatte noch eine Schwester Clotilde (1824–1898). Sie war mit dem Großgrundbesitzer Felix Graf von Flemming auf Schloss Buckow bei Berlin, der mit Garzin und Obersdorf noch weiteren Besitzungen in Brandenburg innehatte; sowie als Nachfolger seines Schwagers mit dem Gut Iven und Vorwerk Flemmingfelde in Mecklenburg ausgestattet war.
Seit 1882 war er Ehrenmitglied der katholischen Studentenverbindung KDStV Burgundia Leipzig im CV.